# Jasmine Estates
Jasmine Estates ist  ein census-designated place (CDP) im Pasco County im US-Bundesstaat Florida. Das U.S. Census Bureau hat bei der Volkszählung 2020 eine Einwohnerzahl von 21.525 ermittelt.

## Geographie
Jasmine Estates grenzt im Südwesten direkt an die Stadt Port Richey und liegt rund 50 km westlich von Dade City sowie etwa 50 km nördlich von Tampa. Der CDP wird vom U.S. Highway 19 tangiert.

## Demographische Daten
Laut der Volkszählung 2010 verteilten sich die damaligen 18.989 Einwohner auf 9303 Haushalte. Die Bevölkerungsdichte lag bei 2041,8 Einw./km². 88,3 % der Bevölkerung bezeichneten sich als Weiße, 3,5 % als Afroamerikaner, 0,5 % als Indianer und 1,2 % als Asian Americans. 3,8 % gaben die Angehörigkeit zu einer anderen Ethnie und 2,7 % zu mehreren Ethnien an. 14,2 % der Bevölkerung bestand aus Hispanics oder Latinos.
Im Jahr 2010 lebten in 31,2 % aller Haushalte Kinder unter 18 Jahren sowie 33,8 % aller Haushalte Personen mit mindestens 65 Jahren. 63,5 % der Haushalte waren Familienhaushalte (bestehend aus verheirateten Paaren mit oder ohne Nachkommen bzw. einem Elternteil mit Nachkomme). Die durchschnittliche Größe eines Haushalts lag bei 2,43 Personen und die durchschnittliche Familiengröße bei 2,93 Personen.
25,6 % der Bevölkerung waren jünger als 20 Jahre, 25,1 % waren 20 bis 39 Jahre alt, 25,7 % waren 40 bis 59 Jahre alt und 23,5 % waren mindestens 60 Jahre alt. Das mittlere Alter betrug 40 Jahre. 47,5 % der Bevölkerung waren männlich und 52,5 % weiblich.
Das durchschnittliche Jahreseinkommen lag bei 30.596 $, dabei lebten 24,0 % der Bevölkerung unter der Armutsgrenze.
Im Jahr 2000 war englisch die Muttersprache von 89,51 % der Bevölkerung, spanisch sprachen 4,57 % und 5,92 % hatten eine andere Muttersprache.